# Paranerita lavendulae
Paranerita lavendulae är en fjärilsart som beskrevs av Rothschild 1909. Paranerita lavendulae ingår i släktet Paranerita och familjen björnspinnare. Inga underarter finns listade i Catalogue of Life.